# Adrien Thomas (résistant)
Pour les articles homonymes, voir Thomas.
Ne pas confondre avec Adrien Thomas (1908-1942), résistant communiste français, habitant à Joinville-le-Pont, déporté à Auschwitz
Adrien Thomas (1891-1944) fut un résistant français et un membre de Combat Zone Nord.

## Biographie
Thomas (Adrien, Eugène, André) est né le 10 septembre 1891 à Vincennes (Seine).
Engagé au 1er régiment de zouaves, blessé à la jambe par éclat d’obus, il est cité en 1916 et reçoit la Croix de Guerre. 
Imprimeur à La Garenne-Colombes, il est contacté par Louis Durand et Charles Le Gualès de la Villeneuve qui lui remettent une forte somme destinée à l’achat d’une machine neuve et à l’embauche d’un typographe.
Dans l’imprimerie de Thomas, le typo, Stanislas Pacaud, compose et imprime plusieurs numéros du journal Les Petites Ailes de France et de Résistance ainsi que de nombreux tracts.
Ces publications sont distribuées par le groupe Jubert, secrétariat clandestin de Robert Guédon, 176 quai Louis-Blériot (XVIe).
Arrêté le 6 février 1942, Thomas est emprisonné au Cherche-Midi, puis déporté à la prison de Sarrebruck, en vertu du décret Nacht und Nebel. Le 13 octobre 1943, il est condamné à mort par le 2e sénat du Volksgerichtshof et le 24 mars 1944, avec Louis Durand, il est guillotiné à la prison de Cologne.

## Distinctions
- Croix de guerre 1914–1918
- Chevalier de la Légion d'honneur

## Sources
- Archives nationales.
- Musée de la Résistance et de la Déportation de Besançon.
- BDIC (Nanterre).